# Apotamkin
Apotamkin (Aputamkon, Appodumken, Appod'mk'n, Apodumken, Abbodumken, Apotampkin, Apotumk'n, Aboo-dom-k'n, Apotamkon, Apoatamkin, Aboumk'n), morsko čudovište iz priča Maliseet i Passamaquoddy Indijanaca. To je divovska zmija koja se skriva i vreba djecu u zaljevu Passamaquoddy, odvlači ih u vodu i jede. 
Apotamkin je bila žena koja se preobrazila u zmiju, a ima dugu crvenu kosu.